# 馬德里條約 (1526年)
第六次意大利戰爭（1521－1526年）以哈布斯堡王朝的勝利作收。1526年1月14日，法國國王法蘭索瓦一世與神聖羅馬皇帝查理五世在西班牙馬德里簽訂和平條約，條約要求：
- 勃艮第伯國恢復獨立，法軍從沙羅勒撤軍
- 弗朗索瓦一世放棄對佛兰德伯国、阿圖瓦伯國、米蘭公國與熱那亞的主權聲索、放棄對那不勒斯的王位要求
- 弗朗索瓦一世與查理五世的妹妹艾蕾諾爾女大公訂婚
- 法國向納瓦拉國王恩里克二世施壓，使納瓦拉向西班牙投降
- 交出法蘭索瓦、亨利兩位王子，作為人質[1]

弗朗索瓦在該年三月返回法國後，立刻宣布馬德里條約無效，勃艮第伯國併入法國王權，同年科涅克同盟戰爭爆發，戰火再起。